# راشد بن سعيد آل مكتوم
الشيخ راشد بن سعيد آل مكتوم (11 يونيو 1912 - 7 أكتوبر 1990) نائب رئيس دولة الإمارات العربية المتحدة الأسبق من 2 ديسمبر 1971 وحتى وفاته في 7 أكتوبر 1990 وكان رئيساً لمجلس الوزراء من 30 أبريل 1979 وحتى وفاته وكان حاكماً لإمارة دبي من 10 سبتمبر 1958 وحتى وفاته. والشيخ راشد هو أول نائب رئيس دولة الإمارات والحاكم الثامن لإمارة دبي وشهدت إمارة دبي في عهده نموًّا سريعًا وتطورًا في جميع المجالات. 
قاد الشيخ راشد حركة التغيير والبناء في إمارة دبي، تاركًا مسيرة حافلة بالإنجازات والعطاء، حيث وضع اللبنة الأولى في بناء دبي الحديثة، وأرسى ركيزة أساسية للمشاريع الكبيرة، والبنى التحتية والعمران والتجارة، وعمل على استغلال كل الإمكانات المتاحة في ذلك الوقت لمصلحة بلاده، وأبناء شعبه في سبيل تحقيق الخير والرخاء والاستقرار للمواطنين.
يعتبر تأسيس دولة الإمارات العربية المتّحدة في 2 ديسمبر 1971 من أعظم الإنجازات التاريخية في عهده، إذ عمل مع الشيخ زايد بن سلطان آل نهيان لدعم فكرة قيام الاتحاد، وعقدا اجتماعاً ثنائياً، تمخض عنه إعلان اتحاد يضم إمارتي أبوظبي ودبي كنواة وبداية لاتحاد أكبر وأشمل، وتمكّن الشيخ راشد والشيخ زايد في 1965 من الدعوة إلى اجتماع لحكام الإمارات السبع في قصر الضيافة في دبي، وعمل مع الشيخ زايد على إصدار وثيقة الوحدة والاتحاد بين دبي وأبوظبي في فبراير 1968.

## حياته

### طفولته وتعليمه
اختلفت المصادر في تحديد سنة ولادته وعلى الأرجح أنه ولد عام 1912. نشأ الشيخ راشد في منطقة الشندغة بإمارة دبي في كنف والده الشيخ سعيد بن مكتوم آل مكتوم الذي عرف بالتقوى والحكمة وسعة الصدر ورجاحة العقل. والدته هي الشيخة حصة بنت المر بن حريز الفلاسي المشهورة بـ (أم دبي) إذ كان لها مكانة خاصة في قلوب أهل دبي، وعُرفت بقوة تحملها وإرادتها العالية وطموحها واشتهرت بكرمها وحبها للخير ومدّ يد العون لكل محتاج، كان تأثير الشيخة حصة واضحًا في شخصية ابنها الشيخ راشد.
تلقى دراسته الأولى في الكتاتيب إذ كانت المنطقة حينها تفتقر وجود المدارس النظامية، وتعلم أصول الفقه الإسلامي واللغة العربية، وعند بداية الدراسة النظامية وافتتاح المدرسة الأحمدية كان الشيخ راشد من أوائل الطلبة الملتحقين بها، ومنذ صغره عُرف بأنه شابٌّ مثابرٌ ومحبٌّ للبحث والاطلاع، ومن أهم هواياته الصيد بالصقور وركوب الهجن والخيل والرماية.
ارتبط الشيخ راشد بمجلس أبيه واستفاد منه الكثير، فتعلم كيفية إدارة المنطقة وتسيير أمورها وكان مطّلعًا على كل ما يحدث في هذا المجلس ليتعرّف أمور الحكم ويتدرّب على تحمل المسؤولية من بعد والده.

### ولاية العهد
عُيّن الشيخ راشد وليًا للعهد عام 1939م وساند والده في تسيير شؤون المنطقة، وأثبت جدارته في تحمل المسؤولية، واستطاع أن ينهض بدبي من أزمات اقتصادية كثيرة أهمها أزمة انهيار تجارة اللؤلؤ والحصار البحري الذي فرضته بريطانيا على موانئ الخليج العربي بعد الحرب العالمية الثانية.

### حاكم لدبي
بعد وفاة والده الشيخ سعيد بن مكتوم عام 1958م تولى حكم إمارة دبي وانتقل مع عائلته للإقامة في قصره بمنطقة زعبيل، وعمل منذ توليه الحكم لتثبيت مركز دبي التجاري، لا سيما أن عوائد البترول حينها كانت لا تفي بالتزامات الإمارة، فاهتم بالأسواق ودعم التجار وشجّع الاستثمار التجاري في الإمارة وخطّط لآفاق بعيدة ورؤى مستقبلية لمدينة دبي، واهتم أيضاً بإنشاء الدوائر التي تقدّم خدماتها للسكان وتساهم في تطوير الإمارة كالبلدية والأراضي، والشرطة والجمارك، والمحاكم والكهرباء والمياه، وغيرها من الدوائر.
كان الشيخ راشد خلال فترة حكمه يعمل وفق نهج دقيق ومنظم ومتفرد لمتابعة الأعمال والمشاريع ضمن جدول يومي، حيث كان يقوم بجولتين في مدينة دبي يومياً يتابع فيهما المشاريع. ولا يكتفي باستطلاع سريع بل كان يتابع أدق التفاصيل لأي مشروع قيد التنفيذ في دبي، وكان يتابع كل شيء بنفسه خطوة خطوة، وكانت هذه الجولات فرصة للالتقاء بعامة الناس عن قرب والاستماع إليهم وتلبية مطالبهم، وبعد عودته من جولاته اليومية كان يمضي كثيراً من الوقت في أعماله الرسمية من خلال مجلسه الذي يتيح الفرصة للناس للالتقاء به حيث يشاركهم قضاياهم ويصغي لمطالبهم ويعمل على تلبيتها.
كان راشد بن سعيد رجلاً سياسيًّا، وله علاقات أخوية طيبة مع جميع حكام منطقة الخليج العربي، وضع حجر الأساس الحقيقي لمدينة دبي الحديثة، واهتم بالعمران والتجارة، واستطاع استغلال كل الإمكانيات لمصلحة بلاده؛ فاستغلّ النفط في دبي استغلالاً تجاريًّا عام 1966م، وأنشأ دائرة خاصة بشؤون النفط، ودائرة للطيران والقضاء، وبدأت في عهده التحولات الحقيقية في حياة دبي، فعمل على توسيع خور دبي وتعميقه، لأن ضحالة مياه الخور كانت تهدد الملاحة فيه وتُصعّب على السفن التجارية الكبيرة دخول الخور بسبب قرب رمال الخور من سطح المياه، واكتمل المشروع وأصبح خور دبي واحدًا من أفضل الموانئ التجارية والاقتصادية.

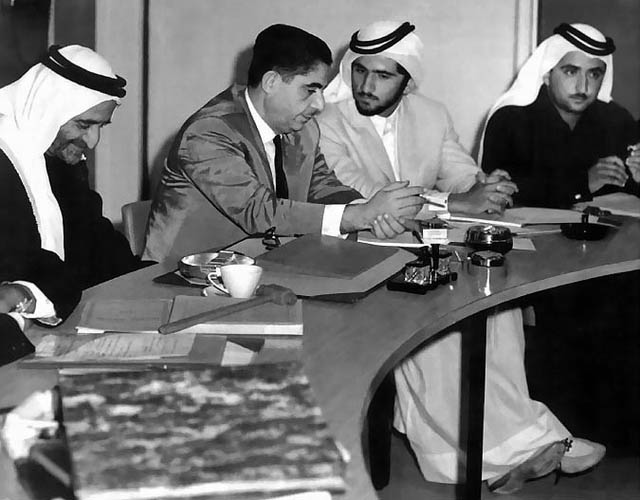
من اليسار إلى اليمين: الشيخ راشد وعدي البيطار ونجلي الشيخ راشد محمد ومكتوم عام 1968

شهدت دبي في عهده طفرة تنموية شملت إنشاء الطرق والمطار والموانئ، ففي أكتوبر عام 1972 افتُتِح ميناء راشد البحري، فكان هذا الميناء الضخم داعماً اقتصاديًّا قويًّا لإمارة دبي خاصة والإمارات عامة، وكان الشيخ راشد يشجع التجارة والتجار ويطمح لزيادة الموارد وتشجيع الخطوط العالمية للمرور بها، فأصبحت مركزًا تجاريًّا بين الشرق والغرب.
أخذ على عاتقه ضرورة توفير الخدمات الأساسية لسكان دبي فأعلن عن رغبته في بناء مطار دبي، وتم الاختيار ما بين جبل علي والقصيص، فوقع الاختيار على القصيص لقربها من دبي، وافتتحه في الثلاثين من سبتمبر عام 1960 فأصبحت دبي مركزاً إقليمياً لحركة الطيران، كما تم إنشاء ميناء جبل علي في عام 1979، كما أطلق الشيخ راشد الأعمال الإنشائية لميناء جبل علي في عام 1976.
وفي نهاية 1960 تم إنجاز مشروع خور دبي، وبدأت بعد ذلك خطوط الملاحة تتوافد إلى دبي. وتم إنشاء شركة الكهرباء العامة بدبي في 1959 وحصلت دبي على أول إمداد كهربائي في عام 1961 وفي عام 1960 أمر الشيخ راشد بإنشاء شركة التليفون والبرق واللاسلكي جنبًا إلى جنب مع شركة كهرباء دبي، وكان يمارس إشرافاً دقيقاً على شركة التليفون باعتباره رئيساً لمجلس إدارتها.
كما اهتم بتوفير مناخ ملائم للتجارة بهدف جلب التجارة والشركات العالمية لدبي، وبذل جهوده في افتتاح بنك (إمبريال بنك أوف إيران) الذي عرف بعد ذلك باسم «البنك البريطاني للشرق الأوسط» في عام 1954 واشترط في اتفاقية الإنشاء أن يتم تشغيل موظفين من أبناء دبي، وبعدها عرفت دبي الازدهار الاقتصادي.
في 1963 أصدر الشيخ راشد مرسوماً بتأسيس أول بنك وطني، هو بنك دبي الوطني المحدود، برأس مال قدره مليون جنيه إسترليني بعد أن كانت التعاملات المالية والمصرفية حكرًا على المصارف الأجنبية، فقد كانت دبي قبل مجيء المصارف الأجنبية إليها تفتقر إلى وجود مؤسسة مالية من هذا القبيل، وكان التجار يحتفظون بأموالهم في صناديق حديدية. وعمل الشيخ راشد على حل مشكلة الإسكان التي كانت تتصدر أولوياته، فقام بإنشاء دائرة الأراضي والأملاك في 1960 وأسند رئاستها لأكبر أنجاله وهو الشيخ مكتوم بن راشد، وبات الإسكان ضمن المشاريع العديدة التي بدأ العمل بها في دبي.

## قيام اتحاد الإمارات العربية المتحدة
يعتبر دوره الكبير مع الشيخ زايد بن سلطان آل نهيان في تأسيس دولة الإمارات العربية المتّحدة عام 1971 من أعظم الإنجازات التاريخية في عهده، حيث رحّب بدعوة الشيخ زايد وآمنا سوياً بفكرة الوحدة بين الإمارات، وكانت المبادرة الأولى في 1968، عندما اجتمعا في منطقة سيح السديرة الواقعة بين أبوظبي ودبي، وعقدا اجتماعاً ثنائياً نتج عنه إعلان اتحاد يضم إمارتي أبوظبي ودبي كنواة، وبداية لاتحاد أكبر وأشمل، وتعتبر هذه الخطوة بداية لانضمام بقية الإمارات الأخرى، وتمكّن الشيخ راشد والشيخ زايد في 1965 من الدعوة إلى اجتماع لحكام الإمارات السبع في قصر الضيافة في دبي، وعمل مع الشيخ زايد على إصدار وثيقة الوحدة والاتحاد بين دبي وأبوظبي في فبراير 1968.
كما وجّه الشيخ راشد في العاشر من يوليو 1971، دعوة من أجل المضي قدمًا على طريق الاتحاد، واستمر في الدفع نحو الاتحاد، حتى أعلن عنه رسمياً في الثاني من ديسمبر 1971، وتولّى منصب نائب رئيس الدولة، إضافة إلى رئاسة مجلس الوزراء.
وتم تكليف الشيخ راشد بقرار من المجلس الأعلى للاتحاد، لتشكيل مجلس الوزراء الجديد في الثلاثين من أبريل 1979، وأعلن عقب تشكيل الحكومة في الأول من يوليو 1979 الخطوط العريضة للسياسة التي تنتهجها الحكومة، كما شارك الشيخ راشد في قيادة دولة الإمارات مع الشيخ زايد، مساهماً بشكل فعال في بناء الدولة. كما أسهم بعد توليه منصب نائب رئيس الدولة ورئاسة مجلس الوزراء في التطوير العمراني والنهضة الشاملة التي شهدتها الإمارات في بداياتها، من بناء المرافق العامة والبنى التحتية، والحرص على تقوية العلاقات مع دول الخليج والدول الأخرى.

## حياته الخاصة
تزوج عام 1939 من الشيخة لطيفة بنت حمدان بن زايد آل نهيان (توفيت عام 1983) ابنة الشيخ حمدان بن زايد آل نهيان حاكم أبو ظبي التاسع، وله من الأبناء:
- الشيخة مريم (مواليد 1942)، زوجة أحمد بن علي آل ثاني، أمير دولة قطر الخامس.
- الشيخ مكتوم (مواليد 1943)، حاكم دبي (1990–2006)
- الشيخ حمدان (مواليد 1945)، وزير مالية دولة الإمارات العربية المتحدة (1971–2021)
- الشيخ محمد (مواليد 1949)، حاكم دبي الحالي (2006–الآن)
- الشيخة حصة (مواليد 1950).
- الشيخ أحمد (مواليد 1956)، نائب رئيس الشرطة والأمن العام في إمارة دبي.
- الشيخة ميثاء (مواليد 1957).
- الشيخة فاطمة (مواليد 1959)، زوجة راشد بن خليفة بن سعيد آل مكتوم.
- الشيخة شيخة (مواليد 1960)، زوجة عبد العزيز بن سعود بن محمد آل سعود.

## جوائز حصل عليها
- أوائل الإمارات - جاء تكريم الشيخ زايد بن سلطان آل نهيان والشيخ راشد بن سعيد آل مكتوم، نظراً لأنهما أول الأوائل في دولة الإمارات نتيجة جهودهما في تأسيس اتحاد دولة الإمارات العربية المتحدة في ديسمبر من العام 1971، حيث قاما بالتعاون مع إخوانهم حكام الإمارات بوضع حجر أساس الاتحاد ورسم ملامح مسيرة التنمية لدولة الإمارات، ما جعلها تتبوأ اليوم في ظل قيادتها المتميزة مكانة عالمية فريدة بارزة - عام 2014.[4]

## وفاته
توفي الشيخ راشد في السابع من أكتوبر عام 1990.
تحدث الشيخ زايد بن سلطان آل نهيان في عزاء الشيخ راشد بن سعيد قائلًا:
| راشد بن سعيد آل مكتوم | كان رجلاً باراً، من رجالات هذا الوطن، وفارساً مغواراً من فرسانه، ورائداً من رواد وحدته وبناة حضارته، وإذا كان قد انتقل إلى مثواه الأخير، فإن ذلك لا يعني أن يغادر ذاكرتنا أو حياتنا، بل سيبقى - رحمه الله - خالداً في القلوب، وفي المقدمة بين الذين يزخر تاريخهم بجلائل الأعمال، بالأمس، كان المغفور له أباً للشيخ مكتوم وإخوانه، واليوم، أنا أبوهم، وعوضهم فيه، وهم عوضي أنا في أبيهم، كما أنهم عوض شعب دولة الإمارات العربية المتحدة، بما عرفته وعرفه هذا الشعب منهم، من حب وحرص وتفانٍ في خدمة هذا الوطن. | راشد بن سعيد آل مكتوم |

كما قال عنه إبنه الشيخ محمد بن راشد آل مكتوم في كتابه «قصتي»:
| راشد بن سعيد آل مكتوم | تعلمت من راشد، منذ نعومة أظفاري، بأن القائد هو الشخص الأكثر نشاطاً، والأقدر على تنفيذ المشاريع بكل كفاءة، تعلمت من راشد، بأن كل درهم في دبي، له قيمة كبرى، ولا يتم صرفه إلا في مكانه الصحيح. ثقافة الحكم التي رسّخها راشد بن سعيد، هي ثقافة تقوم على صرف المال بحكمة، والابتعاد عن التبذير الحكومي، أياً كان شكله | راشد بن سعيد آل مكتوم |

 .